# Warschau (concentratiekamp)
Concentratiekamp Warschau (Duits: Konzentrationslager Warschau, KL Warschau of KZ Warschau) was tijdens de Tweede Wereldoorlog het Duitse concentratiekamp in Warschau, in de ruïnes van het getto en in andere delen van de stad. De Poolse namen voor het kamp waren Gęsia, naar de straat Gęsiowka en Pawiak, naar de vooroorlogse gevangenis. Het kamp was in bedrijf tussen zomer 1943 en de Opstand van Warschau in 1944. De eerste kampcommandant was Wilhelm Göcke (1898-1944), de voormalige kampcommandant van concentratiekamp Mauthausen.
Het bestaan van het KL Warschau wordt amper vermeld in getuigenissen over de Holocaust. Van de 8.000 tot 9.000 Joodse dwangarbeiders die in de zomers van 1943 en 1944 in de aan dit kamp verbonden bataljons werden tewerkgesteld, kwamen 4.000 tot 5.000 om in de loop van het bestaan van het kamp, tijdens de dodenmarsen bij de evacuatie van het getto, tijdens gevechten bij de Opstand van Warschau en als onderduikers daarna.
Het kamp speelt een rol in een door Poolse nationalisten in de wereld gebrachte complottheorie over de vermeende Polocaust, die onder meer stelt dat tijdens de Duitse bezetting van Warschau een tunnel nabij het Station Warszawa Zachodnia zou zijn omgebouwd tot een enorme gaskamer, waarin 200.000 meest niet-Joodse Polen zouden zijn vermoord. In oktober 2017 werd in Warschau ter herinnering aan de - niet bestaande - slachtoffers een plaquette onthuld, die werd ingezegend door een priester.

## Afbeeldingen

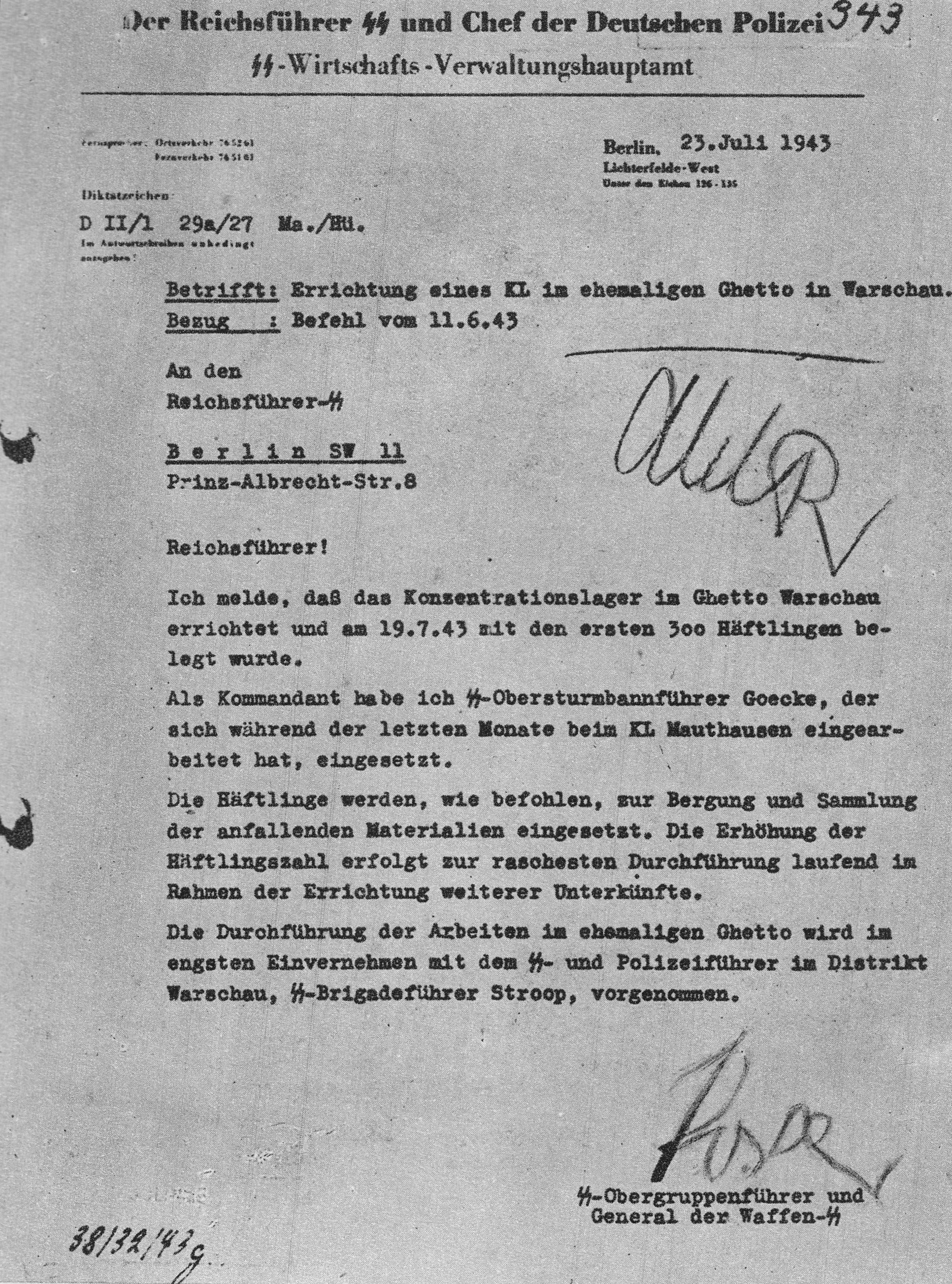
Brief van 23 juli 1943 waarin Oswald Pohl aan Himmler meldt dat het kamp per 19 juli 1943 in gebruik is genomen
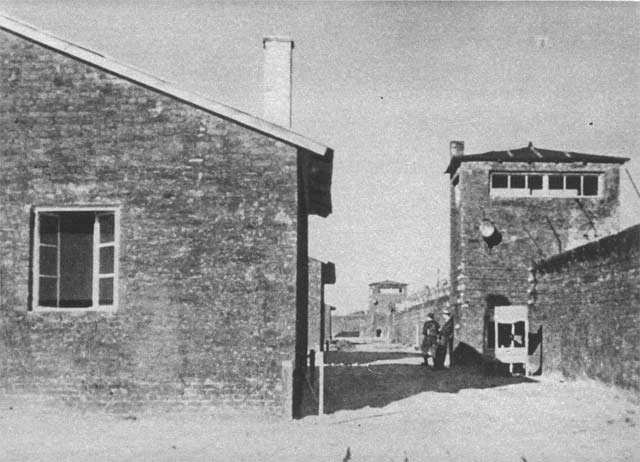
Foto van het kamp (5 augustus 1944)
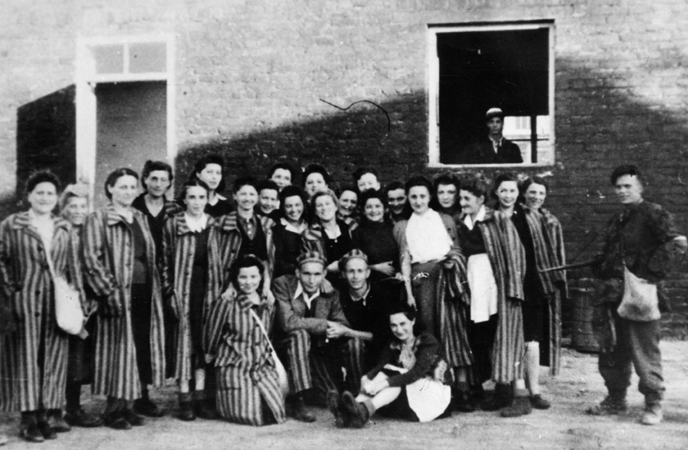
Joodse gevangenen die zijn bevrijd (5 augustus 1944)
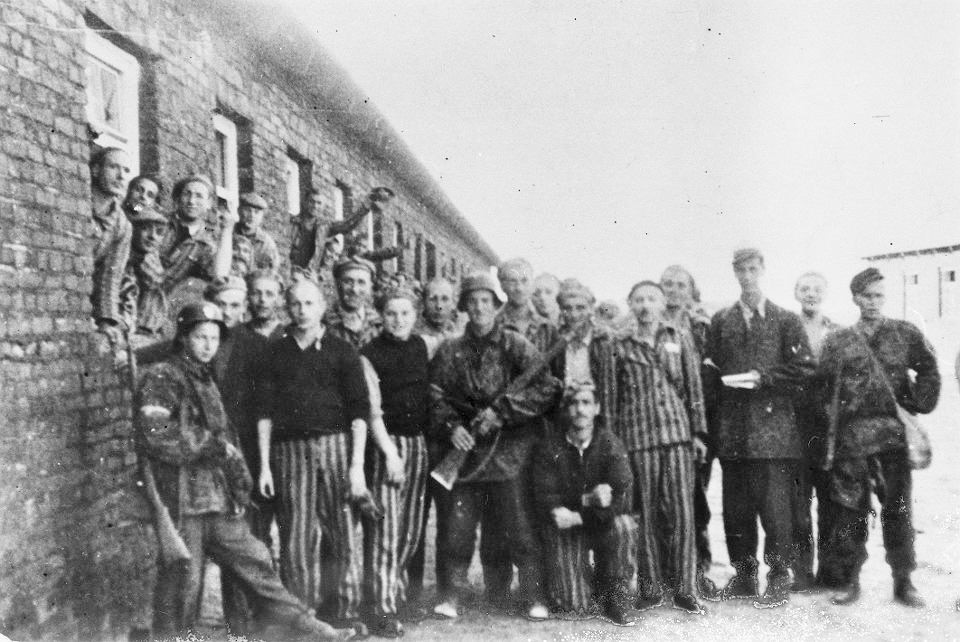
Joodse gevangenen die zijn bevrijd tijdens de Opstand van Warschau (5 augustus 1944)
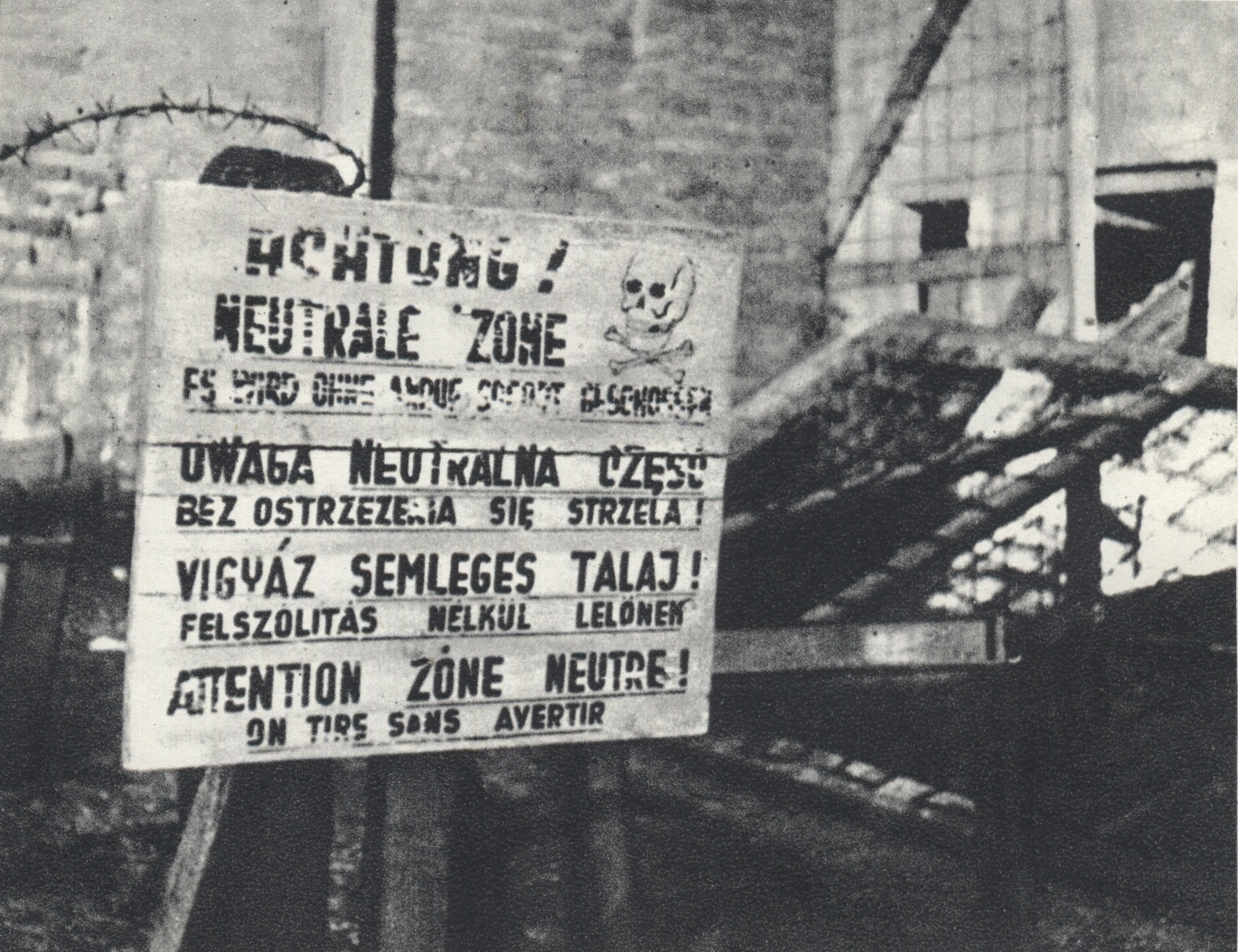
Waarschuwingsbord in meerdere talen (10 mei 1945)
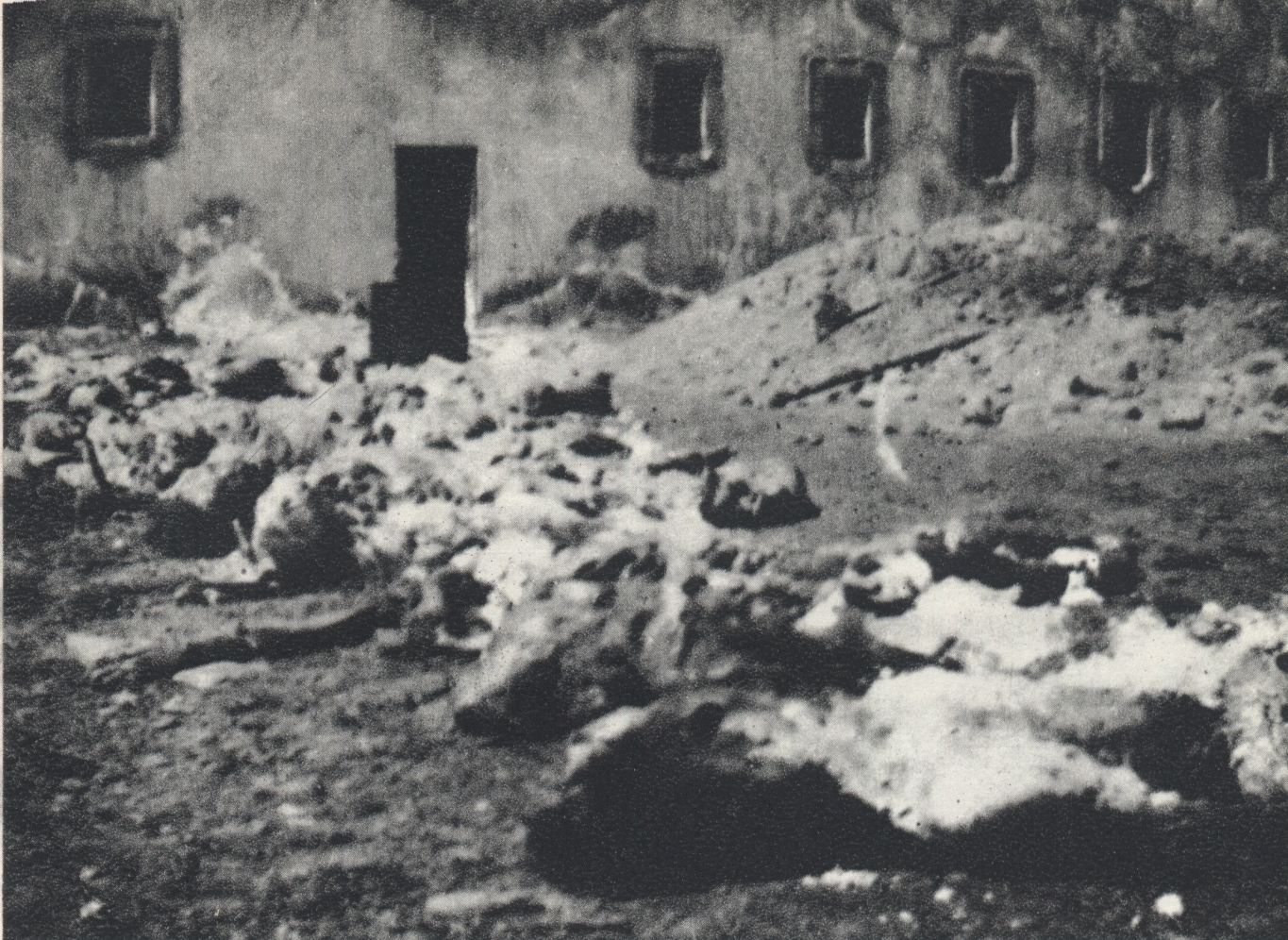
Stoffelijke resten van slachtoffers op het terrein van de Gęsiówka-gevangenis, die deel uitmaakte van het KL Warschau (1946)

Alfabetisch op naam.  Indien een kamp meerdere rollen had, staat het in de "hoogste" groep.
Zie ook: Lijst van naziconcentratiekampen · Jappenkampen in Nederlands-Indië · Lijst van jappenkampen